# Émigré

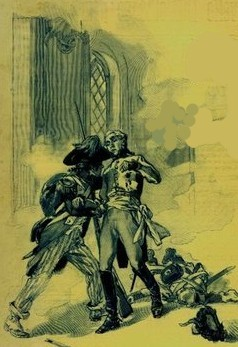
Émigré rescatado por un carmagnole. Un miembro de los ejércitos de emigrados salvado por un soldado de los ejércitos revolucionarios franceses.

Émigré es un término francés que literalmente se refiere a una persona que ha emigrado. A lo largo de la historia, ha tenido a menudo connotaciones de autoexilio político, particularmente durante la Revolución francesa durante la cual se acuña el término a partir de 1791 para referirse a los nobles monárquicos emigrados. El término se ha trasladado a situaciones similares: los afrancesados que salieron de España tras su derrota en la Guerra de Independencia Española, los emigrados blancos (aristócratas y burgueses rusos que huían de la revolución de 1917), y el exilio republicano español tras la victoria de Francisco Franco en la guerra civil española. El uso del término es particularmente adecuado dado que en todos esos casos el país de acogida era mayoritariamente Francia. Muchas veces se utiliza el calco de la palabra francesa en castellano: emigrado.
El término émigré se aplica a personas de cualquier ámbito político, y se utiliza de igual manera para referirse a personas que han dejado su tierra por motivos económicos, sociales, étnicos y religiosos. En la actualidad en Francia, se utiliza a menudo equivocadamente en lugar de immigré para designar a los inmigrantes procedentes de otros países que dejaron sus países por motivos económicos.

## Hugonotes
Los protestantes franceses o hugonotes, que se vieron obligados a abandonar Francia tras la Revocación del Edicto de Nantes por el rey francés Luis XIV en 1685, por lo cual Francia eliminaba la libertad religiosa en su suelo y prohibía la práctica de toda religión ajena al catolicismo. Tales hugonotes se asentaron en los países protestantes europeos como Inglaterra, Holanda y en las colonias de estos en Norteamérica. Son considerados retrospectivamente como verdaderos émigrés, pero este término no se empleaba en la época.

## Émigrés de la Revolución francesa
Tras el ataque a la Bastilla, el rey Luis XVI de Francia aconsejó[cita requerida] a varios de los miembros más conservadores de su corte que abandonaran el país por temor a que fueran asesinados por los revolucionarios. Entre este primer grupo de émigrés se encontraba el hermano menor del rey, el conde de Artois y la mejor amiga de la reina María Antonieta, la Duquesa de Polignac. Posteriormente, en coordinación con el intento de huida fallido del rey Luis XVI su hermano el Conde de Provenza también emigró.
Así, la mayor parte de la aristocracia francesa se hallaba viviendo fuera de su país hacia 1793. Algunos de estos émigrés aceptaron volver a su patria tras la proclamación del Primer Imperio francés por Napoleón Bonaparte en 1804, reconociendo a este como gobernante de Francia, pero una gran masa de émigrés rehusó retornar hasta que fuera restaurada la Casa de Borbón, por lo cual volvieron a Francia recién en 1815.

## Emigrados blancos de la Revolución rusa
Karl Marx y Friedrich Engels, establecieron como estrategia para revoluciones futuras en el Manifiesto Comunista la provisión de que las propiedades de los émigrés deberían ser confiscadas y utilizadas para financiar la revolución -una recomendación que siguieron los bolcheviques rusos setenta años después. La Revolución de octubre de 1917 llevó a unos 20.000 rusos a emigrar a Finlandia, a menudo tras la confiscación de sus bienes, pero este número se amplió con el transcurso de los años. 
Muchos millares de rusos opuestos al régimen bolchevique o que temían sufrir represión política de este, también se trasladaron a Francia durante los años de la Guerra Civil Rusa y hasta el término de ésta en 1920, y de este modo París se convirtió en el destino favorito de los émigrés rusos blancos. Estos émigrés comprendían aristócratas, burgueses, militares, clérigos, comerciantes de todo tipo, académicos, y en general casi cualquier sujeto que mostrase oposición al gobierno soviético. La denominada "Emigración blanca" llegó a formar un grupo de hasta dos millones de individuos, distribuidos también en Berlín, Shanghái y varias urbes de Estados Unidos, aunque el largo periodo de existencia de la Unión Soviética (hasta 1991) impidió que las principales figuras de este grupo sobrevivieran para volver a su país.

## Exilio republicano español
Los émigrés republicanos españoles que huyeron de España para escapar a las represalias franquistas al culminar la Guerra Civil Española en 1939 (440.000 sólo en Francia) también vieron sus propiedades confiscadas, pero para fines privados, comprendiendo este conjunto a simpatizantes de la Segunda República Española de diversos partidos y orientaciones políticas. Al igual que para otros procesos migratorios de carácter político del siglo XX, se les llama también exilés (exiliados, forzados al exilio), un término que refuerza la connotación esencialmente política de esta emigración forzosa. El Exilio republicano español subsistió hasta el fin del franquismo en 1975, cuando los émigrés españoles pudieron volver a su país sin temer persecución política. Su principal punto de asentamiento fue Francia, y en menor medida México y países de América Latina.